# Damero de Pizarro

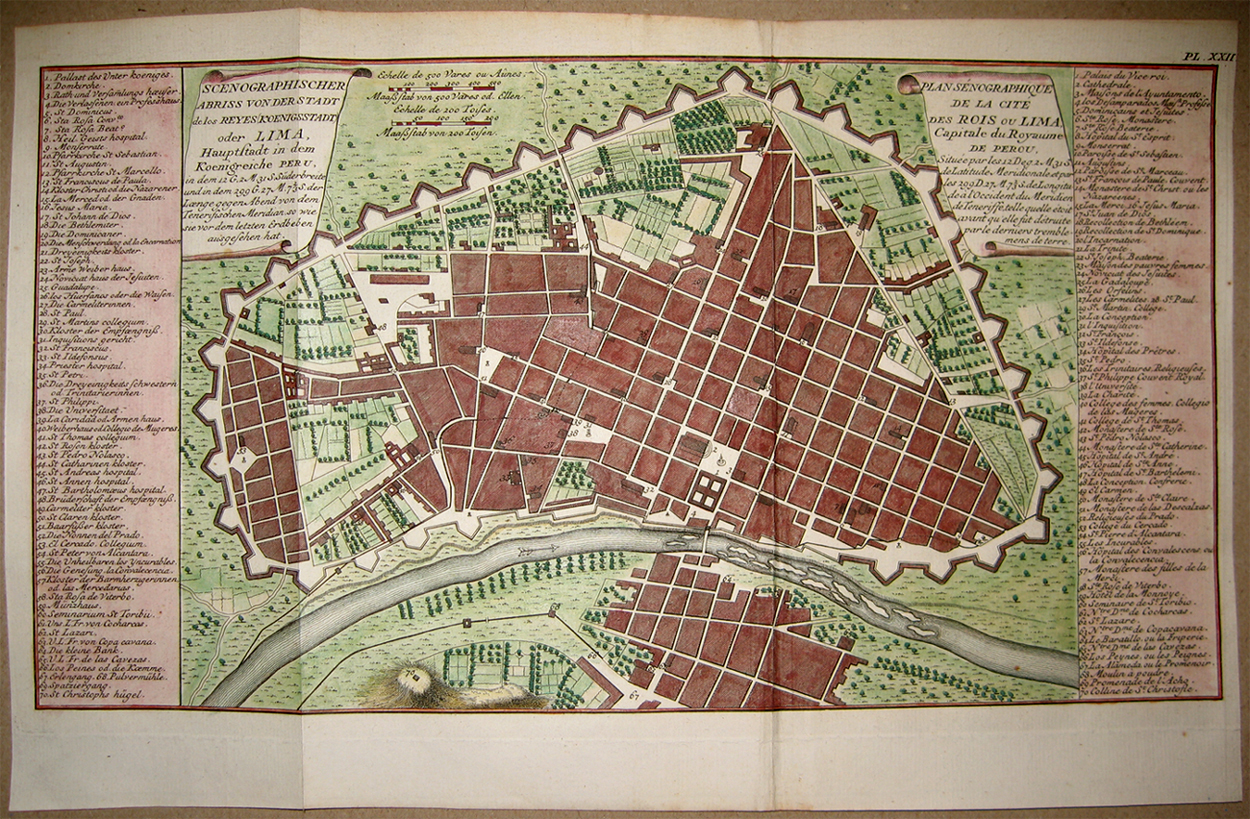
Plano de Lima en 1750.

El Damero de Pizarro o Lima cuadrada es como se conoce a una zona del centro histórico de Lima, en la ciudad homónima, capital del Perú. Está ubicada dentro del antiguo cerco que formaban las murallas de la ciudad. Dicha zona, corresponde al trazado fundacional de la ciudad de 117 manzanas, cada una dividida en cuatro solares.
Dentro de la ciudad, sus límites son al norte mediante el río Rímac; al este, a través de la avenida Abancay; al sur, por medio de la avenida Nicolás de Piérola (Ex-Colmena); y oeste, mediante la avenida Tacna. Es estrictamente a esta área de la ciudad a la que le corresponde el nombre de Cercado de Lima, el cual ha sido vulgarizado como sinónimo del distrito de Lima, la circunscripción municipal donde se ubica y que es mucho más extensa.
Se denomina así, por ser la parte más antigua y central de la ciudad. Asimismo, porque su trazo urbano mantiene el estilo clásico español de calles y avenidas perpendiculares, que forman manzanas homogéneamente cuadradas.
En esta zona se encuentran los principales monumentos históricos de la ciudad y varios de los edificios públicos del gobierno del Perú incluyendo el Palacio de Gobierno y el Palacio Municipal. Además, cuenta con gran cantidad de iglesias como por ejemplo la Catedral de Lima. La zona fue declarada como intangible para evitar el paseo de vehículos o aglomeraciones. Durante su condición de intangible, se realizaron algunos eventos multitudinarios autorizados con fines políticos, como la llegada de las personalidades IShowSpeed y Edmundo González.
Según el mapa de zonificación del distrito de Lima, esta zona, en su mayoría de manzanas, cuenta con la zonificación ZTE1.

## Galería

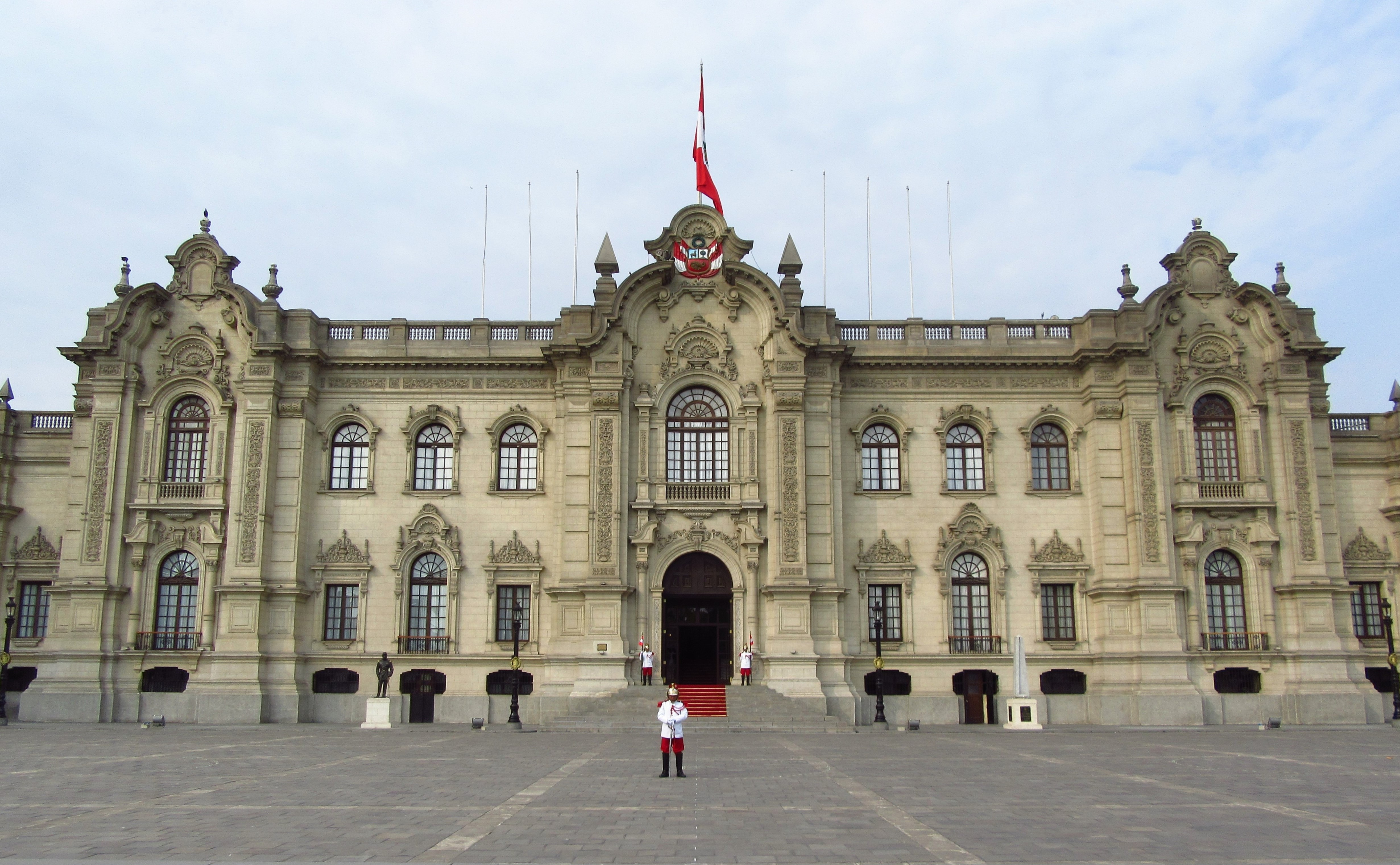
Palacio de Gobierno
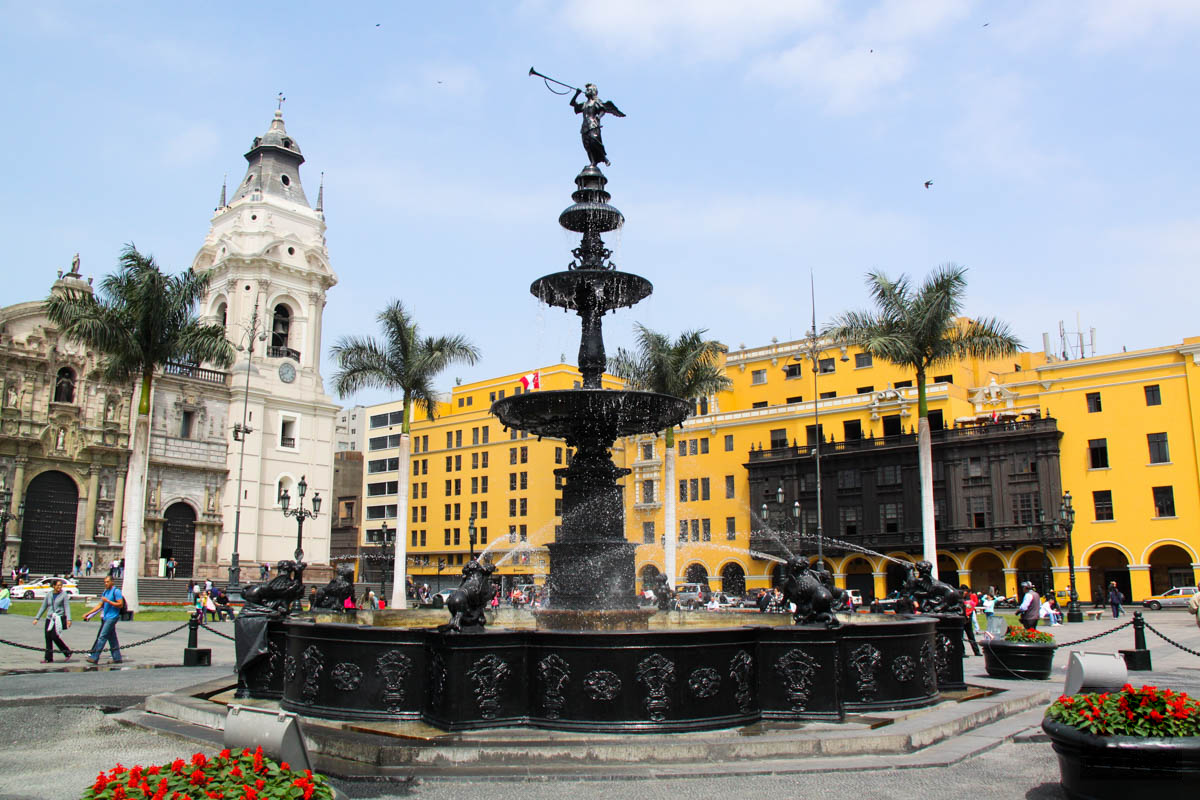
Pileta de la Plaza Mayor de Lima.
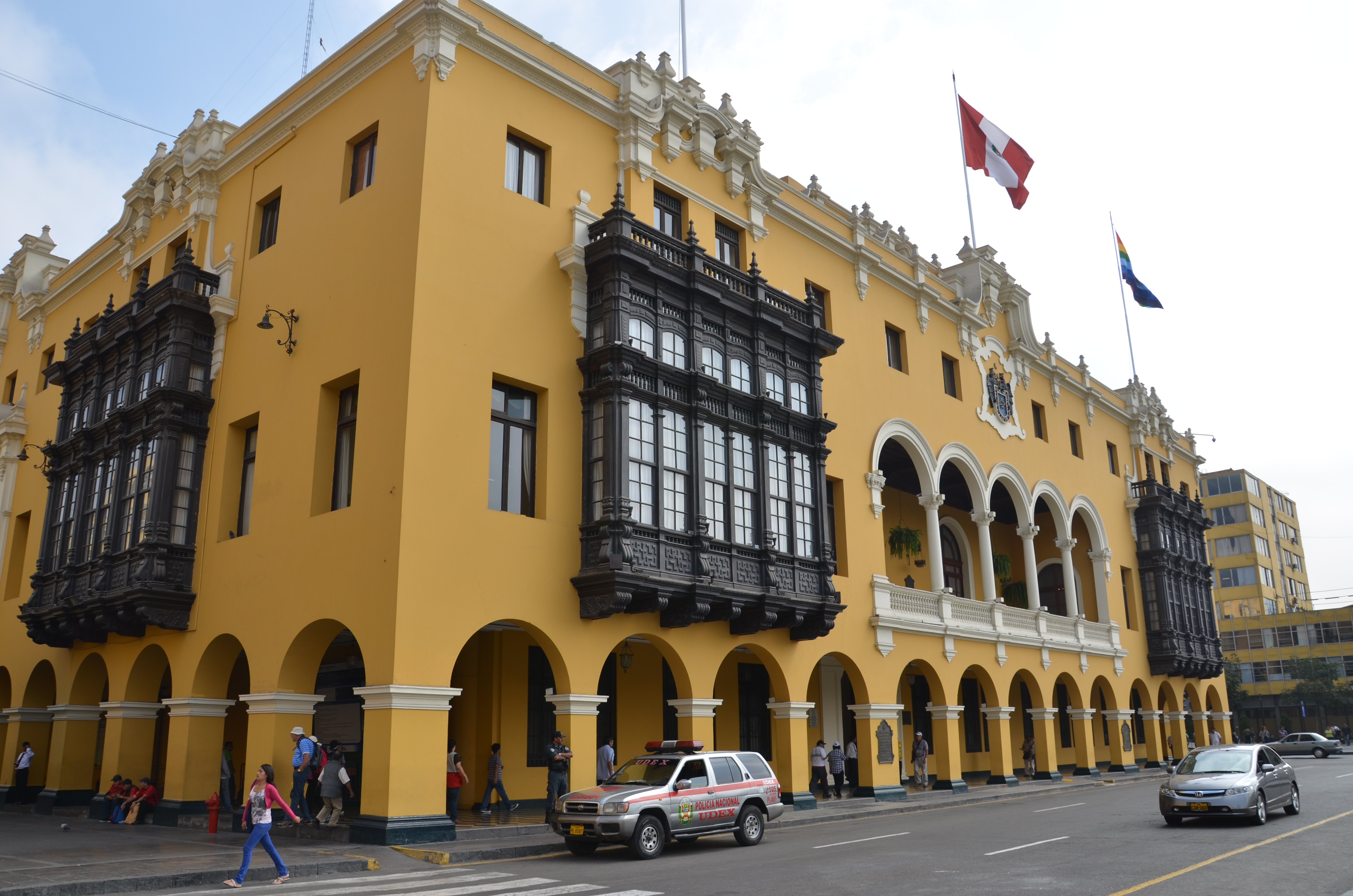
Palacio Municipal de Lima
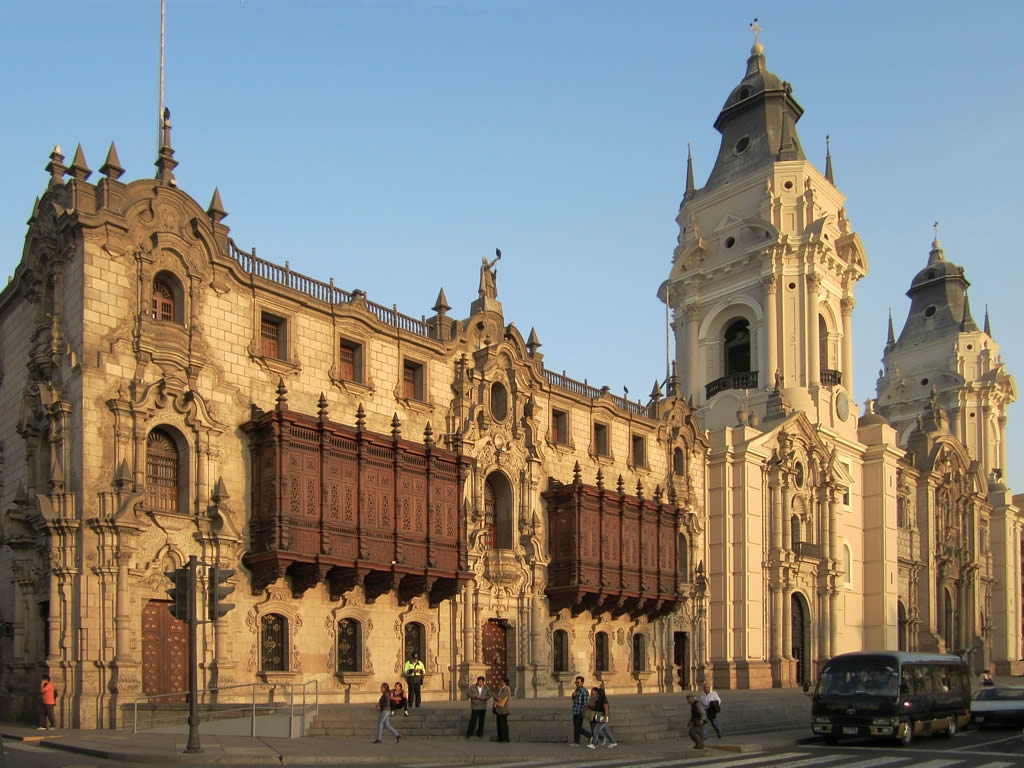
Palacio Arzobispal
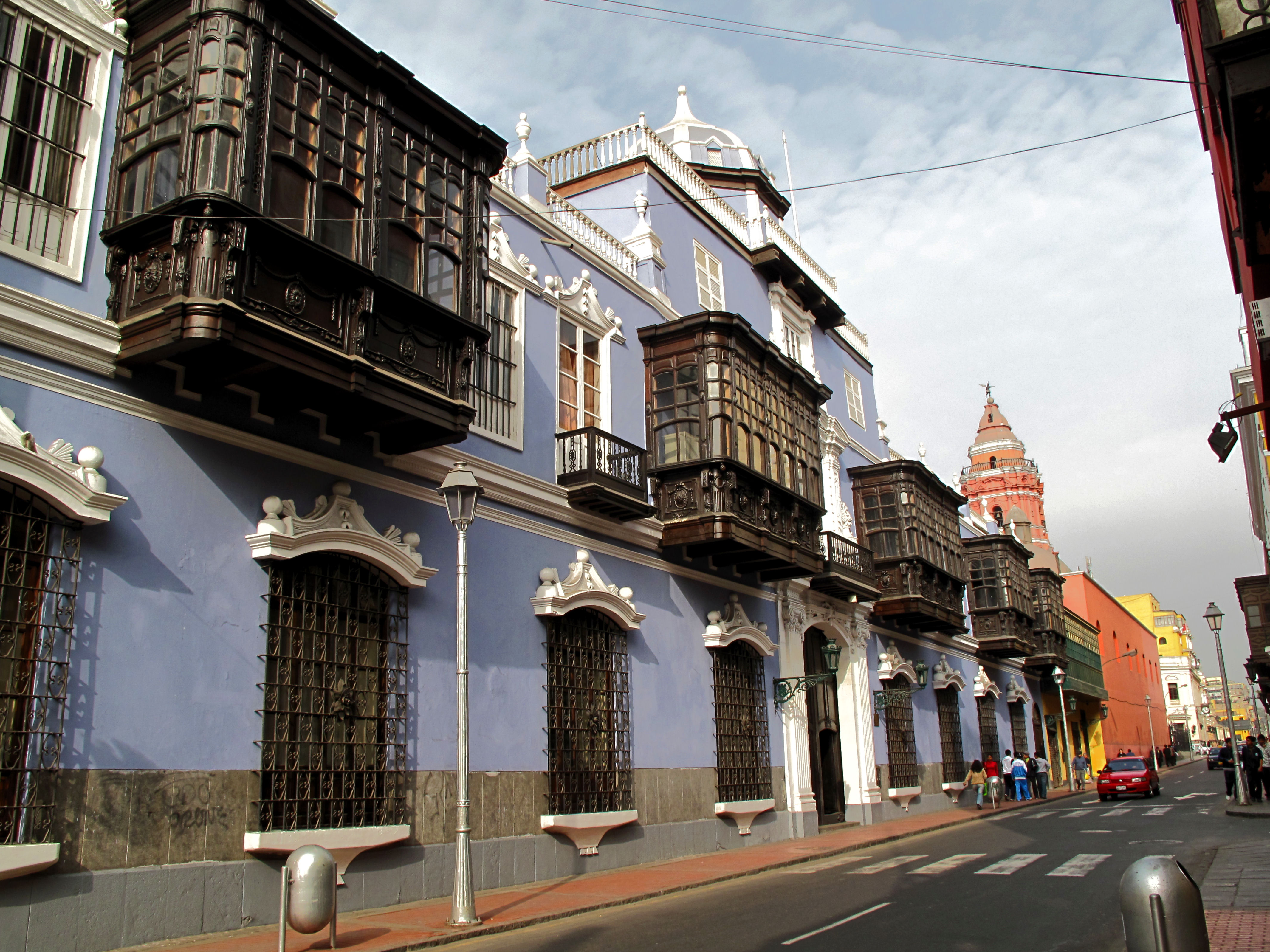
Jirón Conde de Superunda.
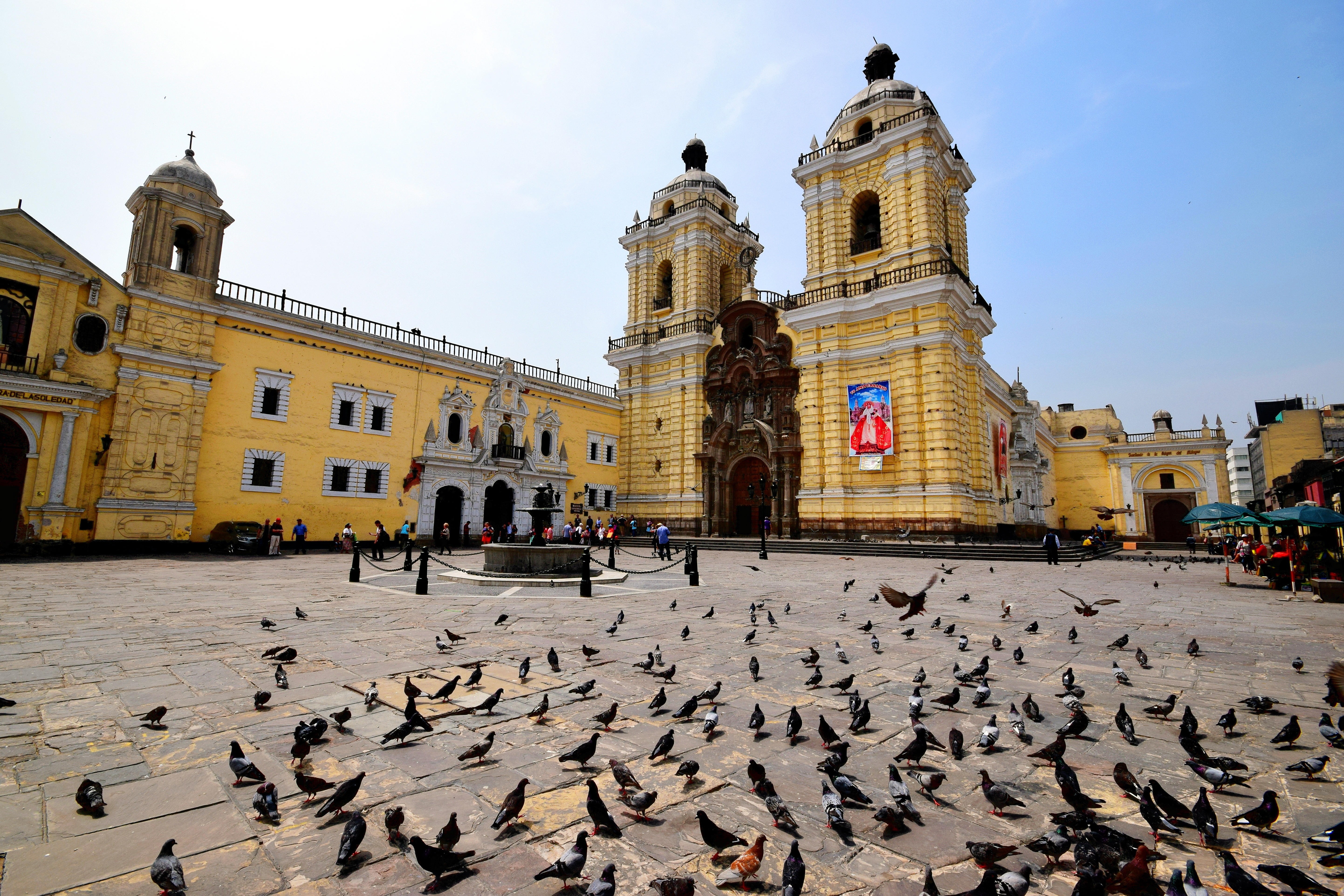
Basílica y Convento de San Francisco
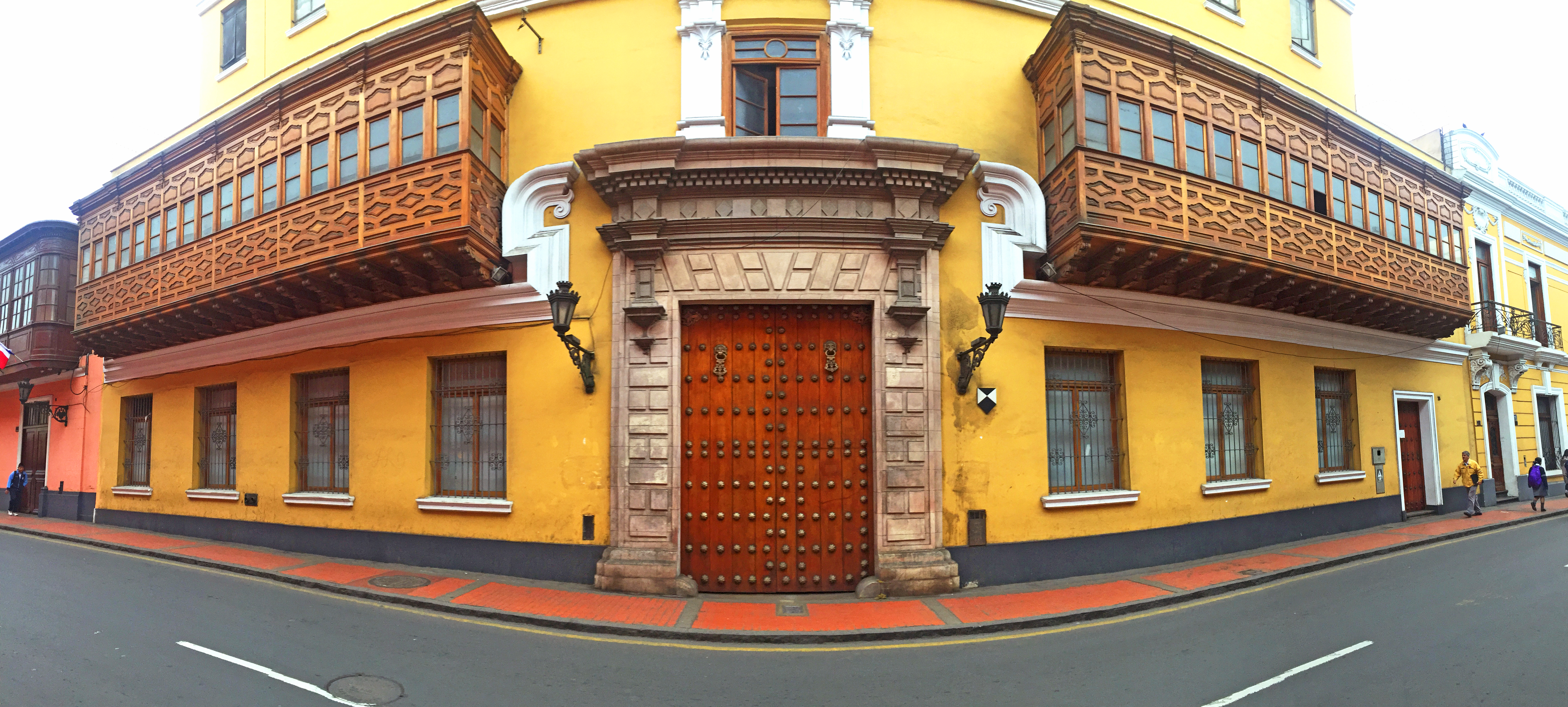
Casa de Nicolás de Ribera y Laredo
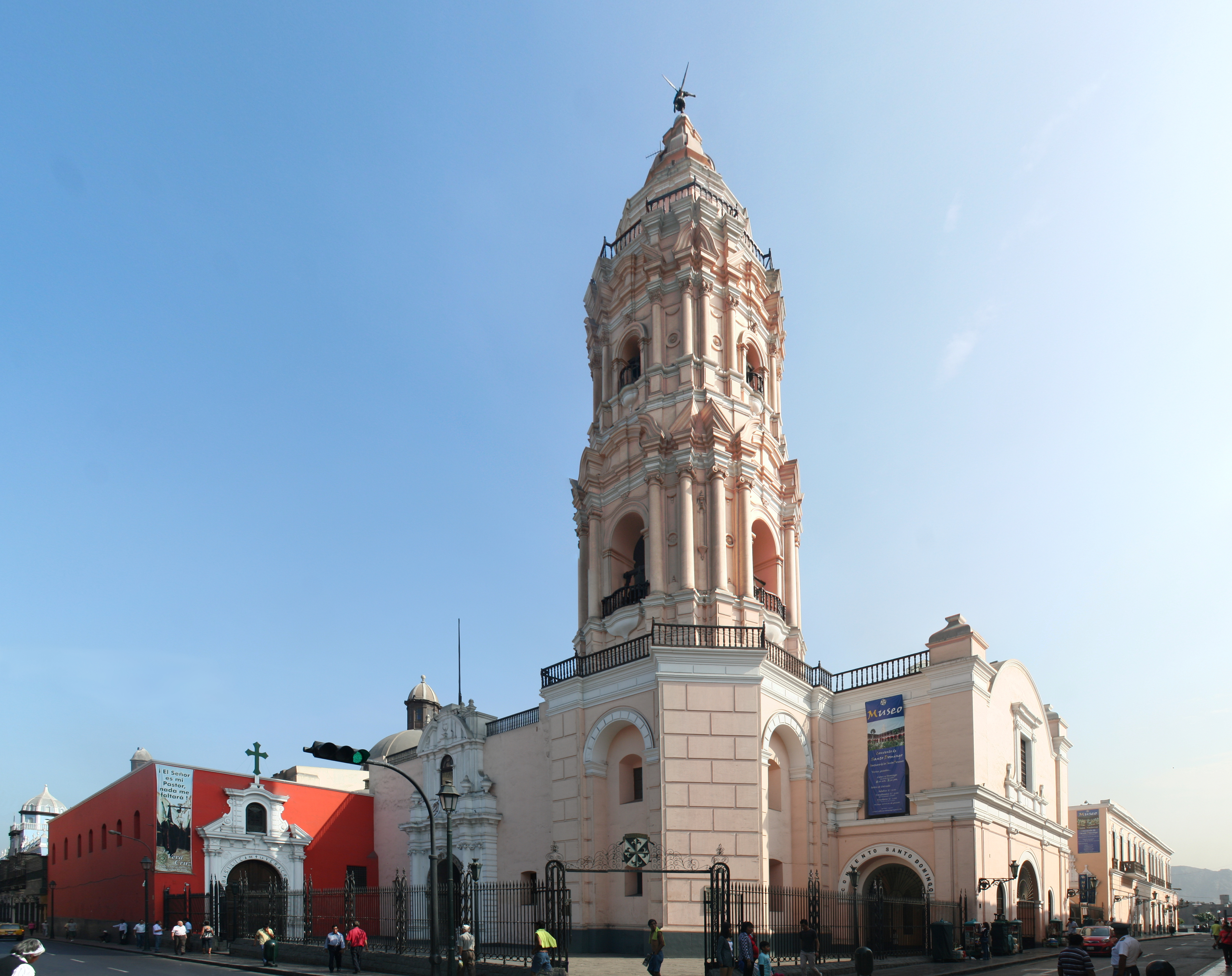
Iglesia de Santo Domingo
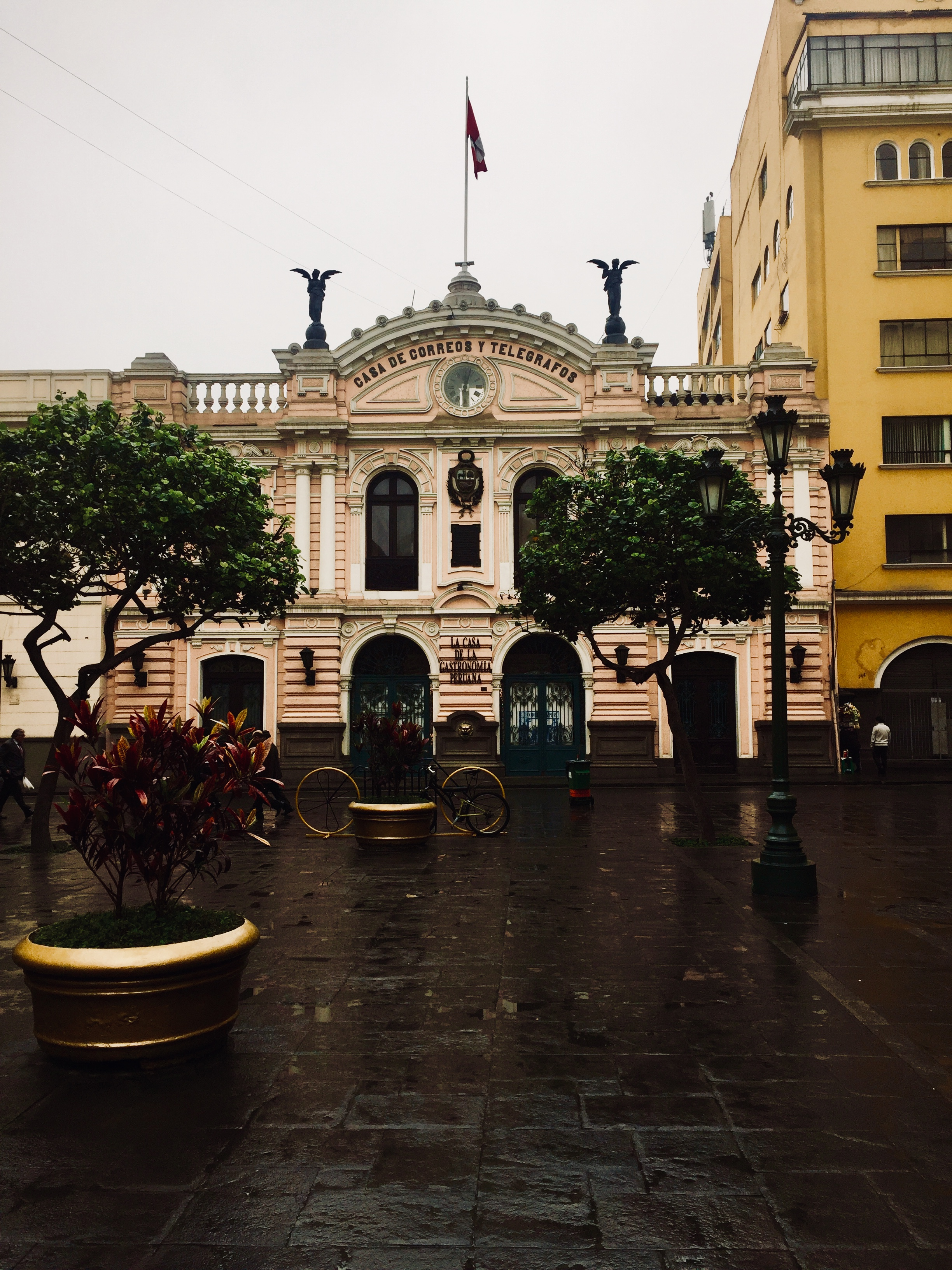
Casa de Correos y Telégrafos de Lima
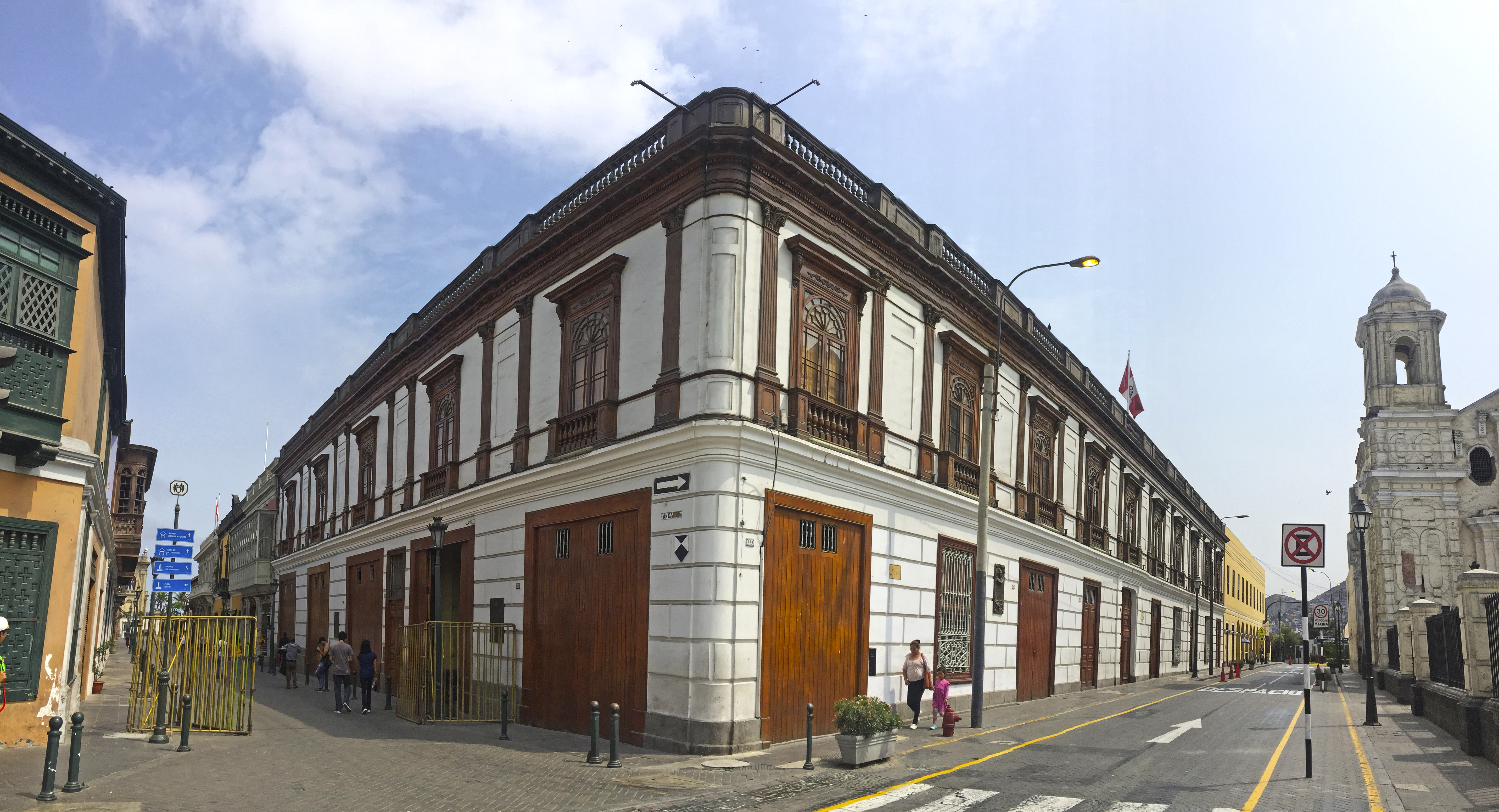
Casa de las 13 puertas
Pasaje de los correos
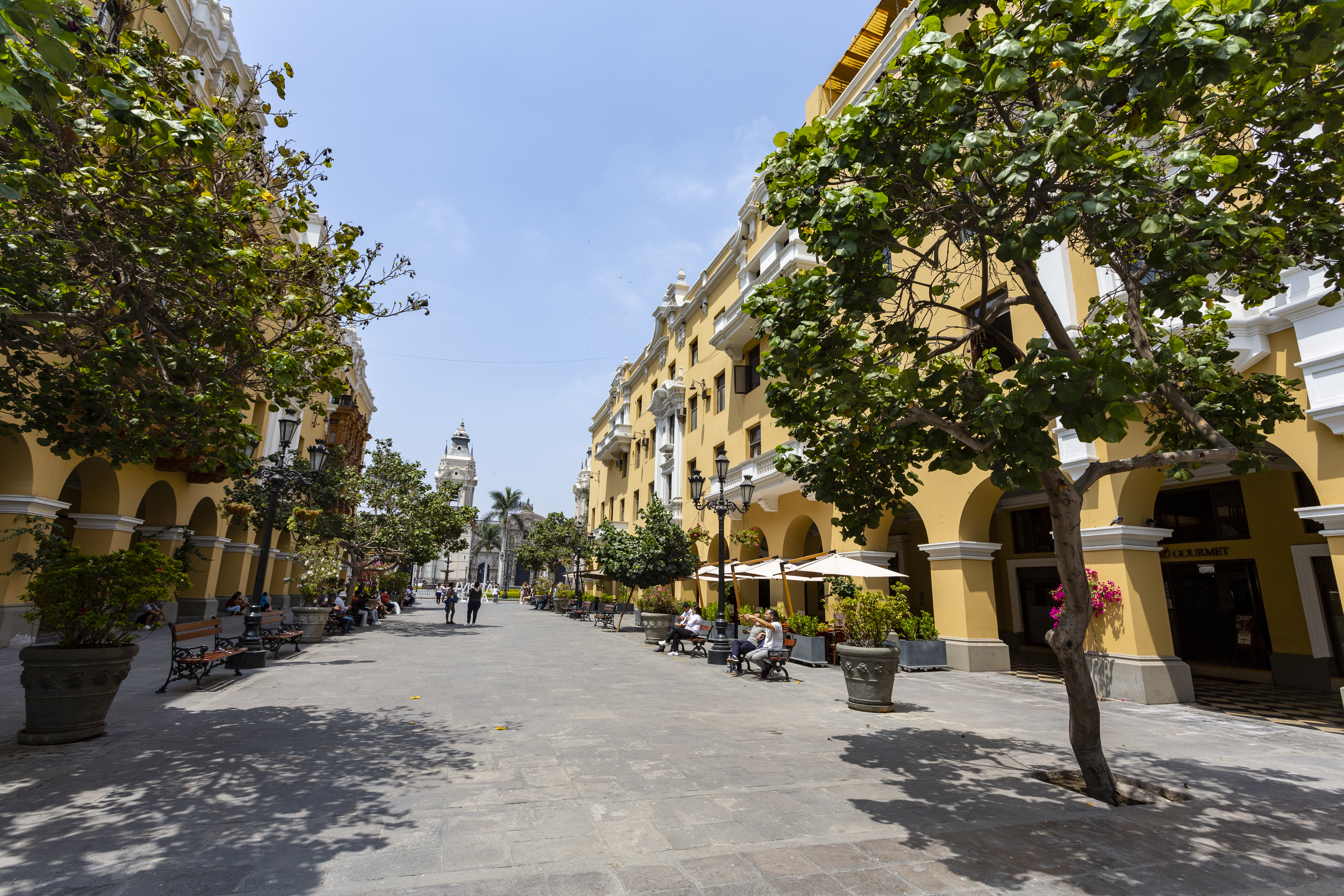
Pasaje Santa Rosa